# أبوت وكوستيلو يلتقيان بالمومياء
أبوت وكوستيلو يلتقيان بالمومياء (بالإنجليزية: Abbott and Costello in Hollywood)‏ هو فيلم أبيض وأسود رعب كوميدي أمريكي صدر عام 1955 من إخراج تشارلز لامونت وبطولة فريق الكوميديا المكون من أبوت وكوستيلو. وهو الفيلم الثامن والعشرون والأخير لأبوت وكوستيلو الذي تنتجه شركة يونيفرسال إنترناشيونال.

## ملخص
تدور أحداث الفيلم في مصر. يعثر أمريكيان أغبياء على اكتشاف مذهل عندما يقودهما بحثهما عن مومياء إلى ميدالية مقدسة تحتوي على مفتاح كنز مدفون.

## طاقم التمثيل
- باد أبوت بدور باد أبوت
- لو كوستيلو بدور لو كوستيلو
- ماري وندسور بدور مدام رونترو
- مايكل أنسارا بدور تشارلي
- دان سيمور بدور جوزيف
- ريتشارد ديكون بدور سيمو
- كورت كاتش بدور الدكتور جوستاف زومر
- ريتشارد كارلان بدور هيتسوت
- ميل ويلز بدور إيبن
- جورج خوري بدور حبيب
- إيدي باركر بدور كلاريس، المومياء
- راقصو مازوني-أبوت بدور راقص ضمن فرقة رقص
- تشاندرا كالي بدور راقص ضمن فرقة رقص
- بيجي كينج بدور المغنية

## روابط خارجية
- أبوت وكوستيلو يلتقيان بالمومياء  في قاعدة بيانات الأفلام على الإنترنت (بالإنجليزية)
- أبوت وكوستيلو يلتقيان بالمومياء على موقع أول موفي.
- أبوت وكوستيلو يلتقيان بالمومياء في روتن توميتوز.